# Area 51 (zespół muzyczny)
Area 51 – holenderski projekt muzyczny, tworzący muzykę spacesynth, powstały w roku 2002. Założycielami byli Michiel van der Kuy oraz Rob van Eijk.

## Historia
W latach 80. i 90. XX wieku Rob van Eijk i Michiel van der Kuy współpracowali przy kilku muzycznych projektach z gatunku spacesynth, m.in. Laserdance i Proxyon. W 2002 roku, kiedy po kilku latach niebytu spacesynth zaczął się odradzać dzięki Internetowi, obaj postanowili wrócić do uprawianej wcześniej muzyki. Ponieważ rok wcześniej van der Kuy samodzielne wydał płytę pod szyldem Rygar, zdecydowali o wystąpieniu pod nową nazwą. Podążając nawiązującym do kosmosu i SF tradycyjnym schematem skojarzeniowym tego gatunku muzycznego, wybrano nazwę Area 51, jako termin kojarzący się z teoriami spiskowymi o szczątkach kosmitów ukrytych w amerykańskiej bazie wojskowej w stanie Nevada, znanej jako Strefa 51.
Duet opublikował dwa albumy Jupiter Beyond oraz Message from Another Time. Oba zostały wydane przez szwajcarską wytwórnię Hypersound Productions. Kilka lat później Rob i Michiel ponownie połączyli siły, tym razem pod dawną marką Rygar, wydając w 2012 album Modulation.

## Dyskografia

### Albumy
- 2004: Jupiter Beyond
- 2005: Message from Another Time